# 叉序楼梯草
叉序楼梯草（学名：Elatostema biglomeratum）为荨麻科楼梯草属的植物，为中国的特有植物。分布于中国大陆的云南等地，生长于海拔120米的地区，常生长在山谷灌丛中，目前尚未由人工引种栽培。